# Justine Suissa
Justine Suissa – brytyjska wokalistka i autorka tekstów, znana głównie ze współpracy z grupą Above & Beyond.
Współpracowała również z jednymi z najbardziej popularnych DJ-ów na świecie m.in. Armin van Buuren, Robbie Rivera,
Markus Schulz.

## Albumy
- Sirens of the Sea z Above & Beyond (jako OceanLab)

## Single
- Chicane feat. Justine Suissa – Autumn Tactics (2000)
- OceanLab – Clear Blue Water (2001)
- OceanLab – Sky Falls Down (2002)
- Silvester feat. Justine Suissa – One More Step To Heaven (2003)
- Armin van Buuren feat. Justine Suissa – Burned With Desire (2003)
- Robbie Rivera presents Keylime – Girlfriend (2003)
- Armin van Buuren feat. Justine Suissa – Never Wanted This (2003)
- Masters & Nickson feat. Justine Suissa – Out There (5th Dimension) (2003)
- OceanLab – Beautiful Together (2003)
- OceanLab – Satellite (2004)
- Markus Schulz pres. Elevation feat. Justine Suissa – Somewhere (Clear Blue) (2004)
- Armin van Buuren feat. Justine Suissa – Wall Of Sound (2005)
- Armin van Buuren feat. Justine Suissa – Simple Things (2006)
- Robbie Rivera feat. Justine Suissa (Keylime) – Float Away (2006)
- OceanLab – Sirens Of The Sea (2008)
- OceanLab – Miracle (2008)
- OceanLab – Breaking Ties (2008)
- OceanLab – On A Good Day (2009)
- OceanLab – Lonely Girl (2009)
- OceanLab vs. Mike Shiver – If I Could Fly On The Surface (2010)
- Markus Schulz feat. Justine Suissa – Perception (2010)
- Above & Beyond & Gareth Emery presents OceanLab – On a Good Day (Metropolis) (2010)
- Boom Jinx feat. Justine Suissa – Phoenix From The Flames (2011)